# Philippe de Beaumanoir (1250-1296)
Pour les articles homonymes, voir Beaumanoir ou Philippe de Remy, sire de Beaumanoir, son père.
Philippe de Beaumanoir (entre 1252 et 1254, dans le Beauvaisis - 7 juin 1296), est un jurisconsulte français. Considéré comme l'un des plus grands juristes du droit coutumier médiéval, il a notamment rédigé les Coutumes de Beauvaisis. Il était inhumé à Compiègne, où sa dalle funéraire a été retrouvée en 1993.

## Biographie
Étant le fils cadet de Philippe de Remy, sire de Beaumanoir, avec lequel il fut longtemps confondu (voir la biographie de ce dernier), il n'a pas possédé la seigneurie de Beaumanoir mais est passé à la postérité sous le nom de Philippe de Beaumanoir. Il fut successivement bailli à Senlis (1273), à Clermont (en Beauvaisis) (1280), à Tours (1292) et dans le Vermandois, et jouit de la confiance de Saint-Louis et de son fils Robert de Clermont. 
Il recueillit en 1283, en les accompagnant d'un commentaire, les Coutumes de Beauvaisis, le monument jugé le plus précieux au XIXe siècle par le Dictionnaire Bouillet de l'ancien droit français. L'ouvrage fut publié pour la première fois en 1690 par Gaspard Thaumas de La Thaumassière, puis édité avec beaucoup plus de soin par le comte Auguste-Arthur Beugnot en 1842. Les coutumes sont des décisions, un corpus jurisprudentiel produit par les tribunaux de bailliage essentiellement à l'époque dans la région du Beauvaisis.
Philippe le Bel établit l'abbaye royale du Moncel sur les terres qui sont confisquées à Philippe de Beaumanoir après sa mort. 

## Postérité
- Philippe de Beaumanoir est cité plusieurs fois dans De l'esprit des lois de Montesquieu [3] qui le qualifiera comme "la lumière de son temps".
- Une école et une rue portent son nom à Remy (Oise).
- Des rues portent son nom à Pont-Sainte-Maxence, Beauvais, Amiens, Clermont (Oise) et Vernouillet (Yvelines).